# Krzyżne
Krzyżne (niem. Kreuzsattel, słow. Krížne poľské, węg. Kereszt-nyereg) – położona na wysokości 2112 m przełęcz w Tatrach Wysokich, pomiędzy Pańszczycą a Doliną Roztoki, jeden ze skrajnych punktów szlaku Orlej Perci.

## Topografia
Boczna grań Tatr odchodząca od Świnicy dochodzi do przełęczy odcinkiem Buczynowych Turni i nieco powyżej przełęczy w kierunku wschodnim w nienazwanym zworniku znajdującym się na trawiastej równince rozgałęzia się na granie Wołoszyna i Koszystej.
Najbliżej przełęczy znajdują się Kopa nad Krzyżnem (kończąca odcinek Buczynowych Turni), Waksmundzki Wierch w grani Koszystej i Mały Wołoszyn w grani Wołoszyna. Krzyżne jest położone nieco wyżej niż sąsiednia Przełączka pod Ptakiem, jest jednak o wiele łatwiej dostępne z sąsiednich dolin.

## Opis
Tworząca trawiastą rówień o powierzchni 1,2 ha przełęcz powstała na przecięciu dwóch dużych stref uskokowych. Poniżej Krzyżnego znajdują się Dolina Roztoki, Pańszczyca i Dolina Waksmundzka, która wraz z obejmującymi ją graniami Koszystej i Wołoszyna znajduje się w ścisłym rezerwacie przyrody. Z Doliny Roztoki pod przełęcz prowadzi Żleb pod Krzyżnem, którego górną częścią poprowadzono szlak z Doliny Pięciu Stawów Polskich.
Z rzadkich wysokogórskich roślin w rejonie przełęczy występuje rogownica jednokwiatowa i skalnica odgiętolistna.
Zimą możliwe jest wejście na Krzyżne na nartach z doliny Pańszczycy, droga z Doliny Pięciu Stawów Polskich jest narażona na lawiny. Droga zimowa Pańszczycą prowadzi cały czas żlebem, jednak w razie złego śniegu lub zagrożenia lawinowego lepsza jest droga przez Przełączkę pod Ptakiem.

## Historia
Krzyżne od dawna należało do najbardziej znanych punktów widokowych w Tatrach. Roztacza się z niego rozległy widok na całe Tatry Wysokie i Bielskie (te ostatnie nie są widoczne z najgłębszego wcięcia, tylko z równinki). Od około 1865 do 1915 r. było coraz częściej odwiedzane przez turystów. Po wybudowaniu przez Towarzystwo Tatrzańskie najpierw w Dolinie Waksmundzkiej (ok. 1875), a później (1880) na trawiastej równi powyżej siodła przełęczy na wysokości ok. 2135 m kamiennej chatki popularne stały się wycieczki połączone z oglądaniem wschodu słońca i panoramy Tatr z Krzyżnego i pobliskiego Wołoszyna. Chatka (nazwana imieniem Maksymiliana Nowickiego) była użytkowana do ok. 1915. Obecnie na równi widoczne są jeszcze fragmenty jej murów.
Wejście na przełęcz było znane od dawna. Przejście przez nią jest najłatwiejszym i najwygodniejszym połączeniem doliny Pańszczycy i Doliny Pięciu Stawów Polskich. Pierwsze odnotowane wejścia turystyczne: Ludwik Zejszner z grupą turystów 3 sierpnia 1838 r., zimą Karol Potkański z przewodnikami w styczniu 1894 r. W 1900 spędził na niej noc, „dzwoniąc zębami” z zimna, ks. Walenty Gadowski. Dawniej wycieczki na przełęcz prowadziły przez Dolinę Waksmundzką, później także przez dolinę Pańszczycę. Ksiądz Gadowski w latach 1903–1906 poprowadził przez Krzyżne Orlą Perć, zaczynającą się przy Wodogrzmotach Mickiewicza i biegnącą przez Wołoszyn, Buczynowe Turnie, Granaty, Kozi Wierch aż do Zawratu. Początkowy odcinek do Krzyżnego został zamknięty w 1932, od tej pory przełęcz jest jednym z dwóch krańców szlaku.
Nazwa Krzyżne pochodzi od położenia w miejscu, w którym krzyżują się trzy grzbiety. Czasami przełęcz bywa nazywana Krzyżnem Polskim lub Krzyżnem Wołoszyńskim, aby odróżnić ją od szczytu Krzyżne Liptowskie.

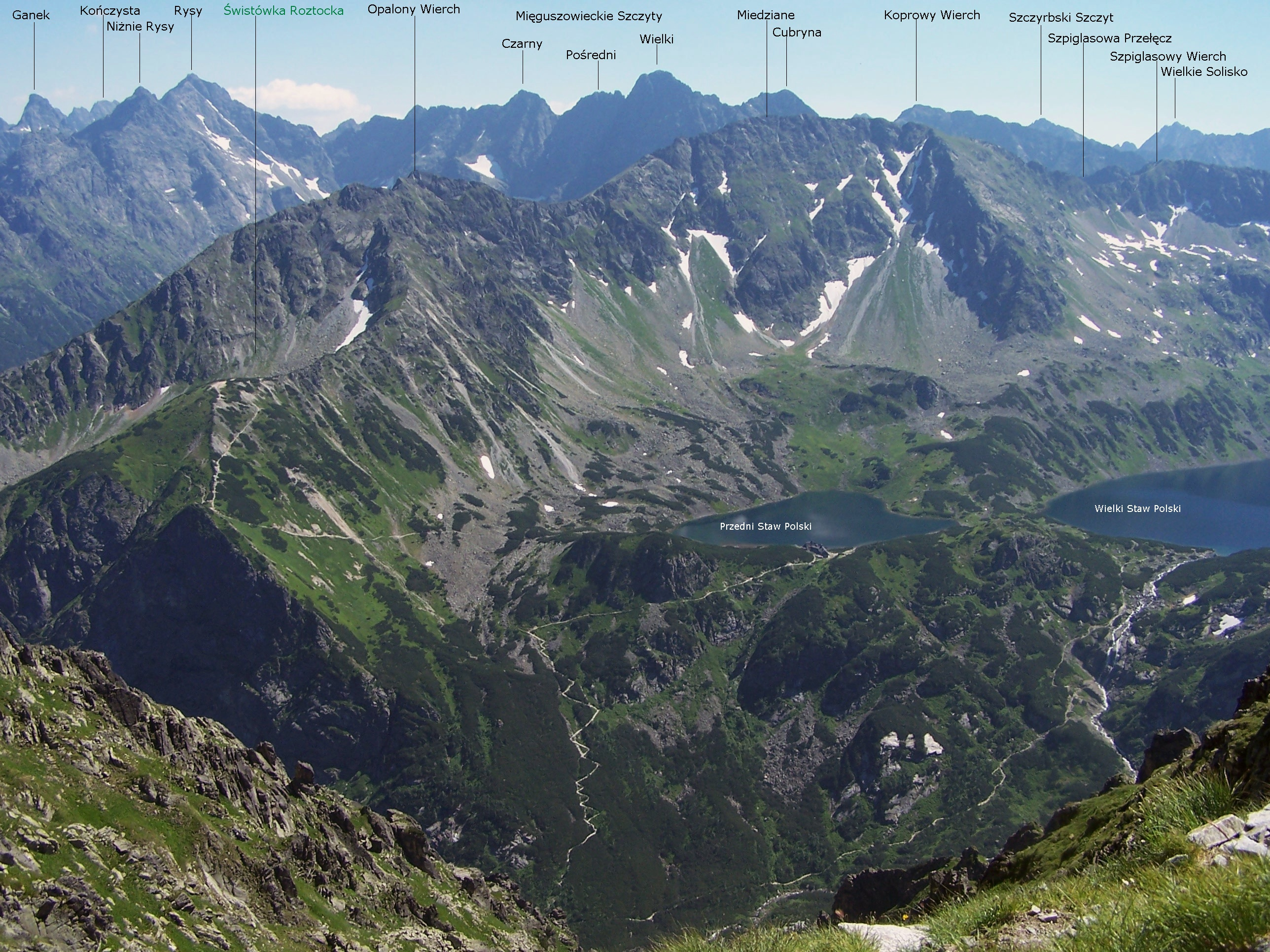
Widok z Krzyżnego na Tatry Wysokie
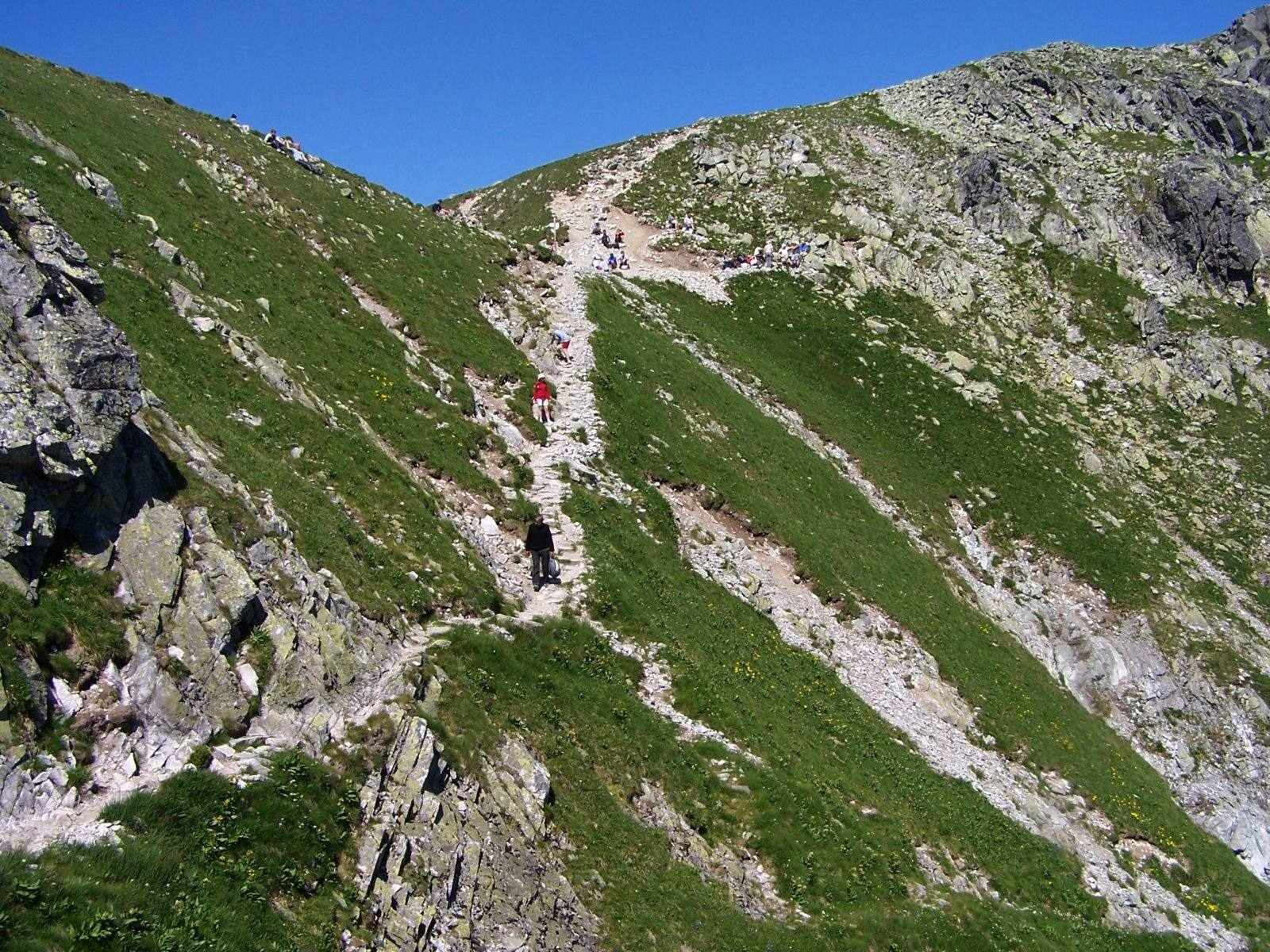
Krzyżne od południowej strony
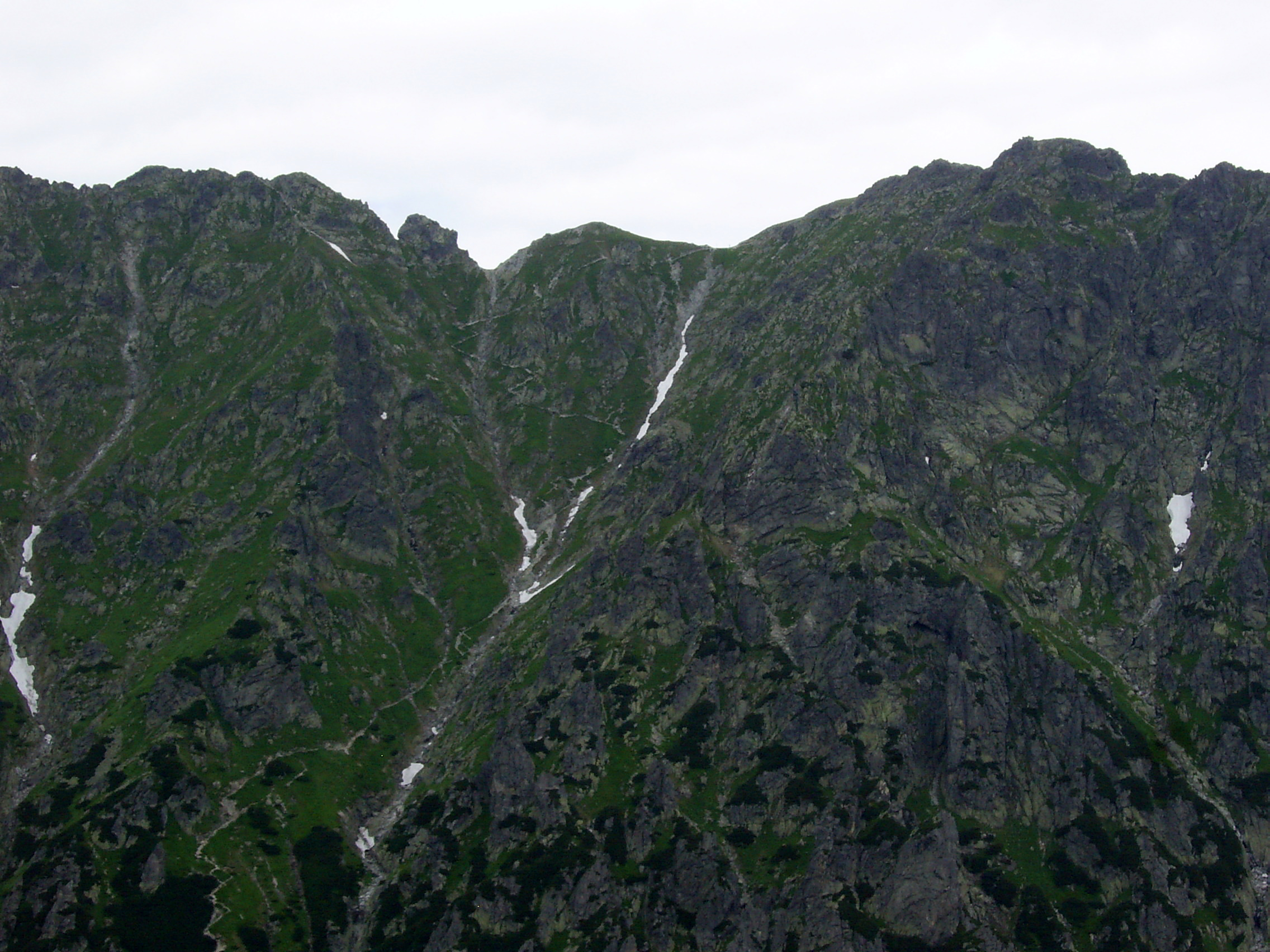
Przełęcz pod Ptakiem, Kopa nad Krzyżnem i Krzyżne widziane ze Świstowej Czuby
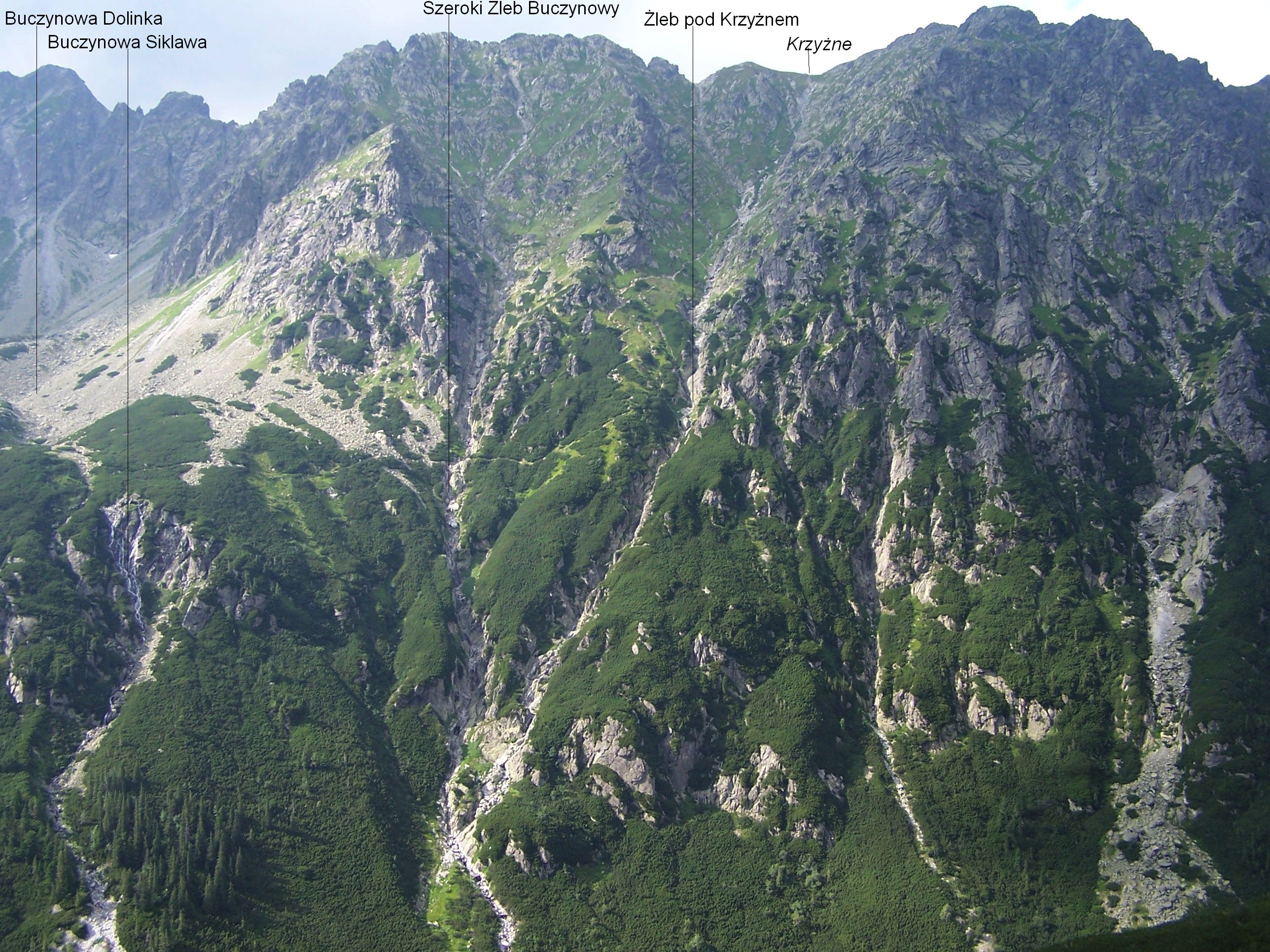
Orla Baszta, Buczynowe Turnie, Kopa nad Krzyżnem, Krzyżne i początkowa część grzbietu Wołoszyna
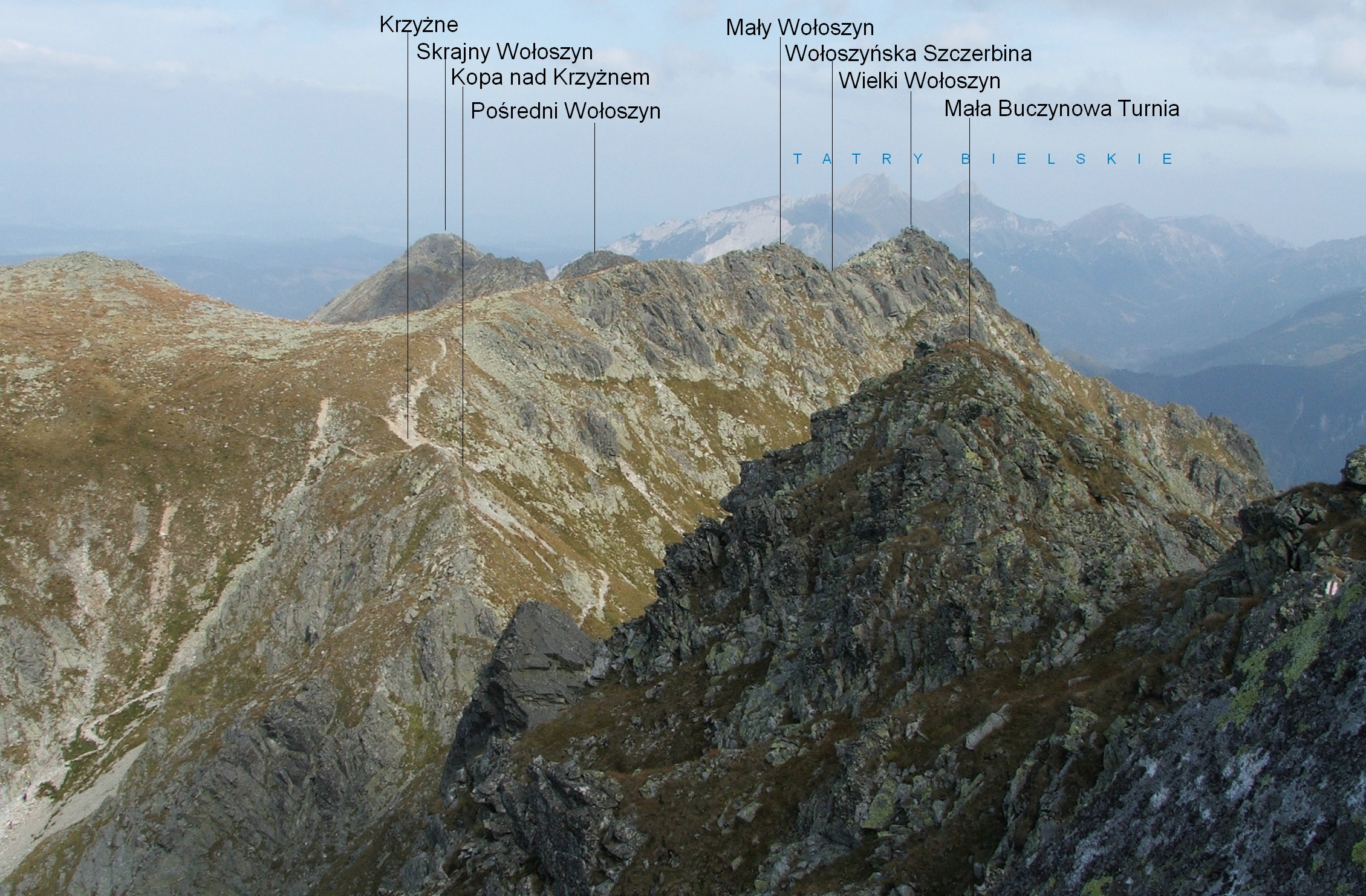
Widok na Krzyżne z Orlej Perci
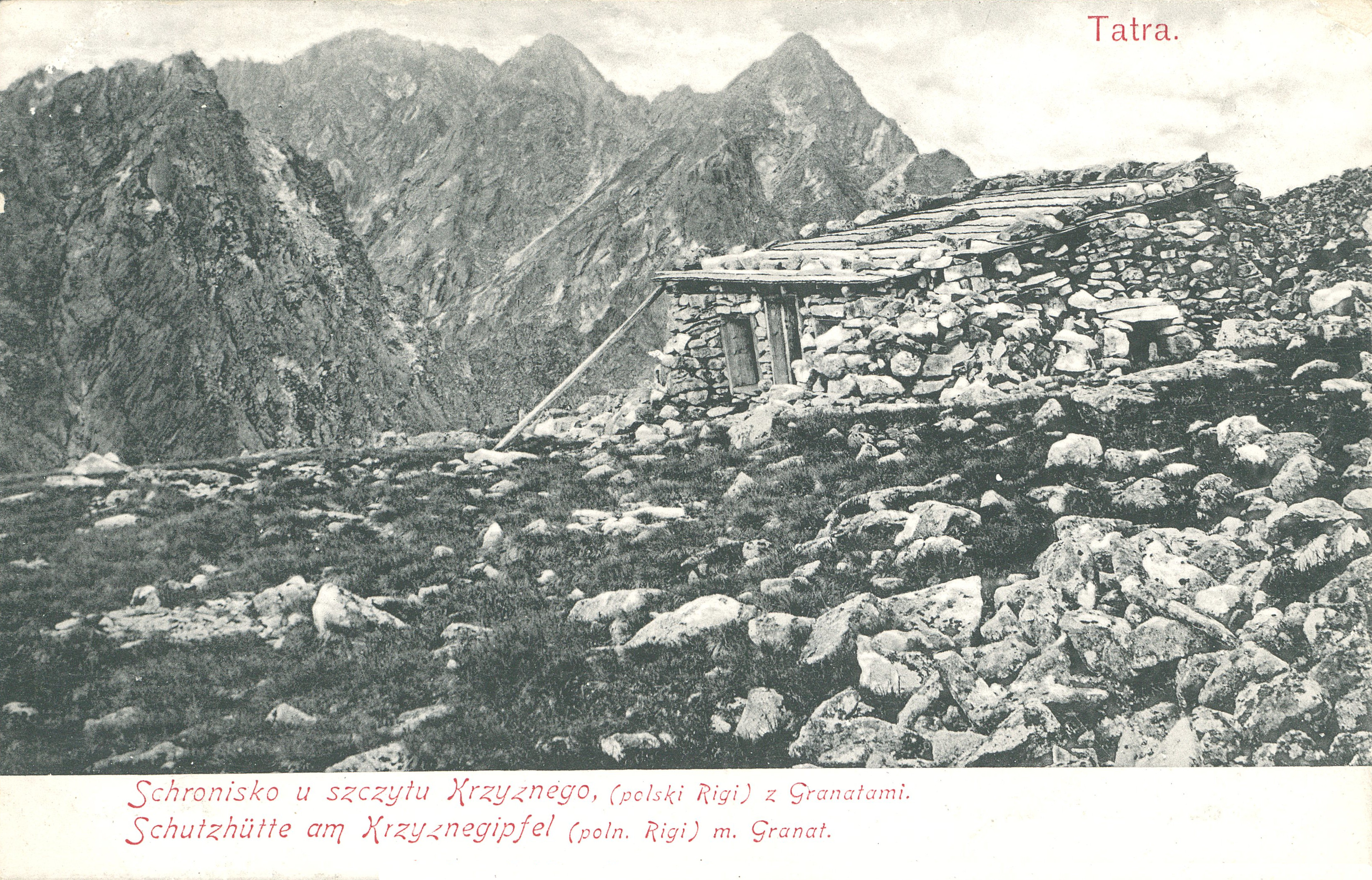
Chatka na Krzyżnem (1905)

## Szlaki turystyczne
– czerwony (Orla Perć) przebiegający granią główną z Zawratu.
- Czas przejścia z Zawratu na Krzyżne: 6:40 h
- Czas przejścia z Krzyżnego na Kozi Wierch (część Zawrat – Kozi Wierch jest jednokierunkowa!): 3:35 h

 – żółty od „Murowańca” przez Las Gąsienicowy, skrajem zakończenia grani Żółtej Turni, doliną Pańszczycą i północnymi zboczami Buczynowych Turni, przez Krzyżne i dalej południowymi zboczami Buczynowych Turni i Dolinką Buczynową do rozdroża w Dolinie Pięciu Stawów Polskich.
- Czas przejścia od Murowańca na Krzyżne: 3:00 h, ↓ 2:20 h
- Czas przejścia z Krzyżnego nad Wielki Staw: 1:20 h, ↑ 1:50 h.